# Flancourt-Crescy-en-Roumois
Flancourt-Crescy-en-Roumois é uma comuna francesa na região administrativa da Normandia, no departamento de Eure. Estende-se por uma área de 19.01 km². Em 2010 a comuna tinha 1 508 habitantes (densidade: 79,3 hab./km²).
Foi criada em 1 de janeiro de 2016, após a fusão das antigas comunas de Bosc-Bénard-Crescy, Épreville-en-Roumois e Flancourt-Catelon.